# Mughiphantes occultus
Mughiphantes occultus là một loài nhện trong họ Linyphiidae.
Loài này thuộc chi Mughiphantes. Mughiphantes occultus được Andrei V. Tanasevitch miêu tả năm 1987.